# Saint-Julien-Maumont
Saint-Julien-Maumont är en kommun i departementet Corrèze i regionen Nouvelle-Aquitaine i de centrala delarna av Frankrike. Kommunen ligger  i kantonen Meyssac som tillhör arrondissementet Brive-la-Gaillarde. År 2022 hade Saint-Julien-Maumont 173 invånare.

## Befolkningsutveckling
Antalet invånare i kommunen Saint-Julien-Maumont
Referens:INSEE